# Barbara Rüschoff-Parzinger

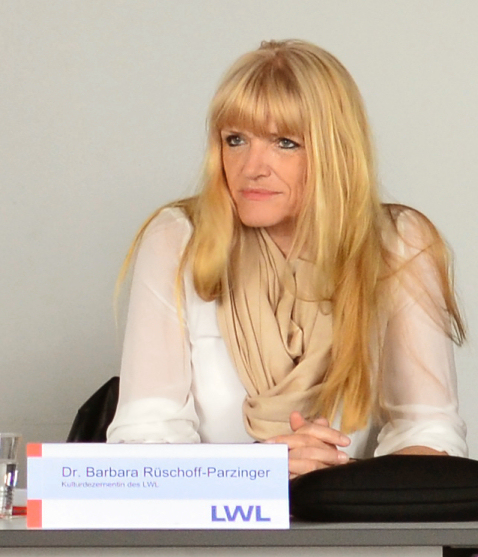
Barbara Rüschoff-Parzinger (2019)

Barbara Rüschoff-Parzinger (geb. Rüschoff-Thale; * 19. September 1962 in Münster) ist eine deutsche Prähistorische Archäologin. Seit 2008 ist sie Landesrätin und Kulturdezernentin des Landschaftsverbandes Westfalen-Lippe.

## Leben
Nach dem Abitur 1982 studierte Barbara Rüschoff-Parzinger in Köln und Münster Ur- und Frühgeschichte, Kunstgeschichte, Klassische Archäologie und Geologie/Paläontologie. In dieser Zeit war sie an Ausgrabungen in Namibia und Israel beteiligt. 2001 wurde sie in Münster mit einer Dissertation über die Nekropole in Warendorf-Neuwarendorf (Westfalen) mit Gräbern vom Endneolithikum bis in die Latènezeit promoviert. Nach Ausgrabungsleitungen in Sassenberg, Schöppingen und Heek arbeitete sie als Wissenschaftliche Referentin beim Westfälischen Museum für Archäologie – Landesmuseum und Amt für Bodendenkmalpflege in Münster. Von 2003 bis 2008 leitete sie als Gründungsdirektorin das LWL-Museum für Archäologie in Herne.
Seit dem 22. Februar 2008 leitet sie in der Nachfolge von Karl Teppe das Kulturdezernat des Landschaftsverbandes Westfalen-Lippe.

## Privates
Barbara Rüschoff-Thale heiratete 2017 in Berlin den Präsidenten der Stiftung Preußischer Kulturbesitz, den Archäologen Hermann Parzinger und heißt seitdem Rüschoff-Parzinger.

## Schriften (Auswahl)
- Neandertaler und Co. Begleitbuch zur Ausstellung vom 29. November 1998 bis 20. Juni 1999 im Westfälischen Museum für Archäologie Münster; Neues zur Steinzeit in Westfalen vom Fundplatz Warendorf. Hrsg. vom Westfälischen Museum für Archäologie – Amt für Bodendenkmalpflege – im Auftrag des Landschaftsverbandes Westfalen-Lippe, Münster 1999.
- Die Toten von Neuwarendorf in Westfalen: 341 Gräber vom Endneolithikum bis in die Spätlatènezeit (= Bodenaltertümer Westfalens. Bd. 41) Verlag Philipp von Zabern, Mainz 2004, ISBN 978-3-8053-3342-9.
- Die Kulturagenda Westfalen: Kulturentwicklungsplanung für Westfalen-Lippe. Hrsg. von der LWL-Kulturabteilung, Ardey-Verlag, Münster 2014, ISBN 978-3-87023-373-0.